# Greers Ferry
Greers Ferry es una ciudad en el condado de Cleburne, Arkansas, Estados Unidos. Para el censo de 2000 la población era de 930 habitantes.

## Geografía
Greers Ferry se localiza a 35°34′32″N 92°9′51″O / 35.57556, -92.16417. Según la Oficina del Censo de los Estados Unidos, la ciudad tiene un área de 18,5 km², de los cuales 18,4 km² corresponde a tierra y 0,1 km² a agua (0,28%).

## Demografía
Para el censo de 2000, había 930 personas, 398 hogares y 300 familias en la ciudad. La densidad de población era 50,3 hab/km². Había 664 viviendas para una densidad promedio de 36,0 por kilómetro cuadrado. De la población 97,31% eran blancos, 0,11% afroamericanos, 0,11% amerindios, 0,22% asiáticos, 0,22% de otras razas y 2,04% de dos o más razas. 1,18% de la población eran hispanos o latinos de cualquier raza.
Se contaron 398 hogares, de los cuales 24,6% tenían niños menores de 18 años, 65,3% eran parejas casadas viviendo juntos, 7,0% tenían una mujer como cabeza del hogar sin marido presente y 24,4% eran hogares no familiares. 21,1% de los hogares eran un solo miembro y 11,6% tenían alguien mayor de 65 años viviendo solo. La cantidad de miembros promedio por hogar era de 2,34 y el tamaño promedio de familia era de 2,65.
En la ciudad la población está distribuida en 20,3% menores de 18 años, 5,1% entre 18 y 24, 21,3% entre 25 y 44, 26,6% entre 45 y 64 y 26,8% tenían 65 o más años. La edad media fue 48 años. Por cada 100 mujeres había 99,6 varones. Por cada 100 mujeres mayores de 18 años había 96,0 varones.
El ingreso medio para un hogar en la ciudad fue de $30.238 y el ingreso medio para una familia $32.344. Los hombres tuvieron un ingreso promedio de $24.200 contra $16.250 de las mujeres. El ingreso per cápita de la ciudad fue de $16.496. Cerca de 12,0% de las familias y 16,0% de la población estaban por debajo de la línea de pobreza, 26,4% de los cuales eran menores de 18 años y 8,2% mayores de 65.